# Ministerstwo Obrony (Rwanda)
Ministerstwo Obrony Rwandy (rwand. Ministeri y'Ingabo) – urząd administracji rządowej w Rwandzie podlegający ministrowi właściwemu do spraw wojska. Siedziba ministerstwa znajduje się w dzielnicy Kimihurura w stolicy kraju, Kigali.

## Zadania Ministerstwa
Ministerstwo odpowiada za „prowadzenie obrony w zakresie ochrony interesów Rwandy, integralności terytorialnej, zasobów, ludności kraju oraz wspólnych wartości” w ramach konstytucji i prawa międzynarodowego. Podlegają mu Rwandyjskie Siły Obronne, które prowadzą działania zarówno w kraju, jak i za granicą.
Zadania realizowane przez ministerstwo:
- określenie, w jakim stopniu strategiczne interesy kraju mogą być bronione, w szczególności, gdy wiąże się to z możliwym wykorzystaniem Sił Obronnych, i odpowiednie doradzanie rządowi
- projektowanie polityki obronnej, strategii i programów wspierających cele bezpieczeństwa narodowego
- zapewnienie jasnych i aktualnych strategicznych wytycznych dotyczących udziału Sił Obronnych w zapobieganiu konfliktom, zarządzaniu kryzysowym, operacjach wsparcia pokoju i zwalczaniu terroryzmu
- zapewnienie zasobów w sposób wzmacniający narodowe zdolności obronne i profesjonalizm w zakresie ogólnego postępowania obronnego
- udział w budowaniu i utrzymaniu zaufania między narodami, poprzez dyplomację obronną i odgrywanie efektywnej roli we wspieraniu organizacji regionalnych i międzynarodowych.

## Budżet
Budżet obronny Rwandy w 2016 roku stanowił 1,21% PKB. Najwyższy odsetek wyniósł 5,51% w 1991 roku, a najniższy 1,08% w 2013 roku. W 1991 roku wydatki na obronność stanowiły aż 44,15% budżetu, a w 2016 roku zaledwie 6,33%.
Mimo zmniejszania procentowego udziału wydatków zbrojeniowych w całości budżetu suma przeznaczona na obronność w latach 2013–2014 wzrosła z 80 do 94 mln USD w związku ze wzrostem gospodarczym. 
Budżet ministerstwa w roku podatkowym 2016/2017 wyniósł 5,456 mld RWF.

## Ministrowie obrony

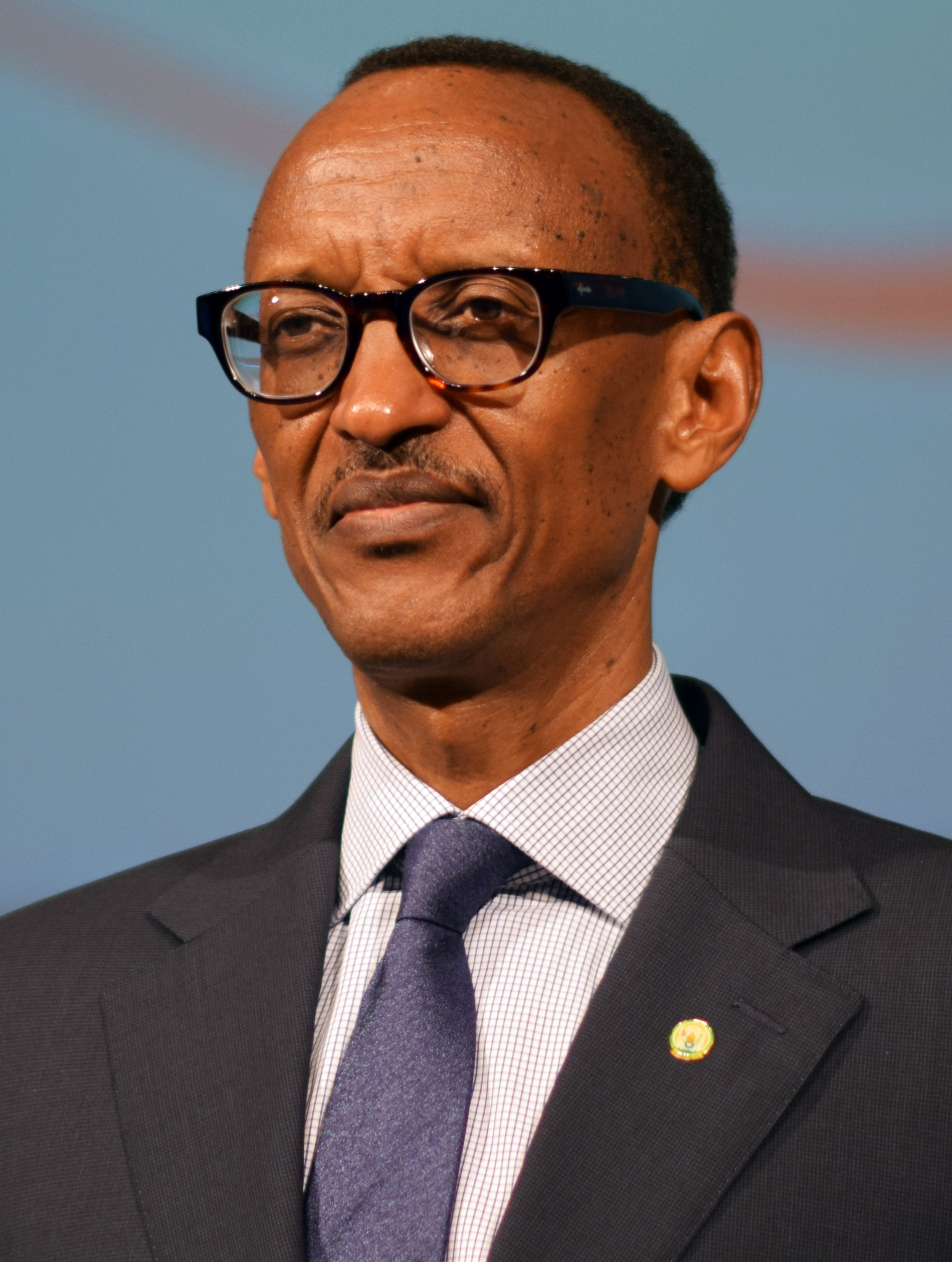
Paul Kagame – minister obrony Rwandy w latach 1994–2000, prezydent kraju od 2000 roku

Od czasu deklaracji niepodległości 1 lipca 1962 roku na czele ministerstwa obrony stało 10 osób. Dwóch ministrów, Juvénal Habyarimana i Paul Kagame, objęło później urząd prezydenta kraju. Najdłużej funkcję ministra obrony sprawował Juvénal Habyarimana, który spędził na tym stanowisku 26 lat, przez 18 lat łącząc je z funkcją prezydenta.
| Imię i nazwisko         | Początek kadencji | Koniec kadencji  | Prezydent             |
| ----------------------- | ----------------- | ---------------- | --------------------- |
| Calliope Mulindahabi    | 1962              | 1965             | Grégoire Kayibanda    |
| Juvénal Habyarimana     | 1965              | 1991             | Grégoire Kayibanda    |
| Juvénal Habyarimana     | 1965              | 1991             | Juvénal Habyarimana   |
| Augustin Ndindiliyimana | 1991              | 1992             |                       |
| James Gasana            | kwiecień 1992     | lipiec 1993      |                       |
| Augustin Bizimana       | lipiec 1993       | lipiec 1994      |                       |
| Augustin Bizimana       | lipiec 1993       | lipiec 1994      | Théodore Sindikubwabo |
| Paul Kagame             | 1994              | 2000             | Pasteur Bizimungu     |
| Emmanuel Habyarimana    | 2000              | listopad 2002    | Paul Kagame           |
| Marcel Gatsinzi         | listopad 2002     | 10 kwietnia 2010 | Paul Kagame           |
| James Kabarebe          | 10 kwietnia 2010  | październik 2018 | Paul Kagame           |
| Albert Murasira         | październik 2018  | trwa             | Paul Kagame           |